# Vilhelm Blom
 Der er flere personer med dette navn, se G.V. Blom.
Gustav Vilhelm Blom (26. september 1826 i København – 25. juli 1850 ved Isted) var en dansk officer, bror til Otto Blom.
Han var ældste søn af oberst Hans Jørgen Blom, underkastede sig i sit 16. år, efter med udmærkelse at have gennemgået Efterslægtsselskabets Skole, adgangseksamen til Den kongelige militære Højskole og afgik i 1848 fra dennes generalstabsafdeling som nr. 1. Frie studier vekslede under dette ophold på Højskolen med de militære. Navnlig fængslede poesien ham med dragende magt, og i 1847 udgav han et lille bind, væsentlig lyriske, digte, der, på få undtagelser nær, skønne i form, friske og tankevægtige i indhold, bar vidne om stor åndsmodenhed og et rigt udviklet følelsesliv hos den unge, lovende forfatter. Men krigen stundede til. Blom, der havde anciennitet fra 1846 som premierløjtnant i artilleriet, tjente i dette våben i de to første krigsår, idet tredje ved 12. Bataljon under Frederik Læssøe, faderens ven, hos hvem han skulle uddannes i infanteritjenesten. Tidligt på året 1850 var der tilsagt ham, der endnu kun var 23 år, anciennitet som kaptajn, en glimrende fremtid syntes at stå ham åben, men den afsluttedes brat, da han på Isteddagen (25. juli) ramtes af en dødbringende riffelkugle, just som han førte sine skytter frem til storm på passet mellem Isted Sø og Langsø, hvor også hans berømmelige chef fandt heltedøden. N.F.S. Grundtvig skrev et digt ved hans død (Berlingske Tidende, 27. august 1850).